# José María López Rayón
José María López Rayón (Tlalpujahua, c. 1777-Morelia, después de 1836) fue un novohispano que se unió al bando insurgente durante la guerra de la independencia de México. Tras haberse indultado en 1817 y una vez consumada la independencia, fue ordenado sacerdote.

## Semblanza biográfica
Fue el tercero de los hijos de Andrés López Rayón y Rafaela López Aguado de Rayón. Se trasladó a la Ciudad de México en compañía de sus hermanos Ignacio y Ramón para cursar sus estudios primarios y algunos superiores. Regresó a su pueblo natal para dedicarse a la minería y a la agricultura atendiendo los negocios de su familia.  
Fue convencido por su hermano Ignacio para unirse a la revolución iniciada por Miguel Hidalgo y Costilla en 1810, de esta forma viajó a Guadalajara en donde colaboró con la publicación del periódico El Despertador Americano. Participó en la batalla de Puente de Calderón y en la expedición de retirada hasta Saltillo. A partir de este punto militó bajo las órdenes de su hermano Ignacio a quien acompañó a Zacatecas. Fue designado, junto con el padre Gotor, para entregar a Félix María Calleja la exposición firmada por su hermano y José María Liceaga que señalaba las causas de la revolución.
Calleja ordenó su aprehensión y su fusilamiento, no obstante gracias a la influencia del coronel Conde de Casa Real —que a su vez había sido prisionero de Hidalgo— quedó en libertad. De inmediato se trasladó a Michoacán para colaborar en la fortificación de Zitácuaro, plaza en donde se instaló la Suprema Junta Nacional Americana. Después de haber realizado algunas campañas fue asignado comandante interino del cantón de Tlalpujahua, mientras que su hermano Ramón realizaba campañas en Guanajuato e Ignacio se trasladaba a Huichapan.  
Instaló en Tuxpan una fábrica para acuñar monedas para el ejército insurgente. En diciembre de 1811 se incorporó con sus hermanos para fortificar el cerro del Gallo. Al verse amenazado por las fuerzas realistas se dirigió a Tierra Caliente estableciéndose en Huetamo. Junto con Ramón, realizó una expedición a la isla de Pacanda en el lago de Pátzcuaro con la intención de instalar un fuerte, pero su plan no pudo concretarse porque fueron constantemente asediados por los realistas.
En noviembre de 1813 se presentó ante el Congreso de Anáhuac en Chilpancingo, de nueva cuenta se trasladó a Tlalpujahua con órdenes de fabricar armas y municiones para acopiarlos en el cerro del Cóporo.  En 1815 participó en la defensa del fuerte logrando rechazar con éxito los ataques de  Ciriaco del Llano y Agustín de Iturbide.  Se distanció de su hermano Ignacio y abandonó temporalmente las armas, de tal suerte que no se encontraba en el cerro del Cóporo cuando la fortalezas cayó finalmente en manos de los realistas en 1817.
A consecuencia de las desavenencias que había tendido su hermano Ignacio con la Junta de Jaujilla, fue hecho prisionero por los propios insurgentes en agosto de 1817. Estuvo en cautiverio en Patambo, lugar al que también fue conducido su hermano por Nicolás Bravo y José Sixto Verduzco. Poco después, una avanzada del ejército realista capturó a los líderes de la Junta, con excepción de Pedro Villaseñor, quien logró escapar. Para entonces, José María había perdido la razón, gracias a la intervención de sus hermanos Ramón y Rafael se le hizo efectivo el indulto del Cóporo.
Una vez consumada la independencia de México y habiendo quedado viudo, decidió ordenarse sacerdote. En 1836 fue canónigo de la Catedral de Valladolid (hoy Morelia) y gobernador de la diócesis de Michoacán.